# Bahnhof Kirchheimbolanden
Der Bahnhof Kirchheimbolanden war der Bahnhof der Stadt Kirchheimbolanden im Donnersbergkreis in Rheinland-Pfalz. Er befand sich an Streckenkilometer 19,6 der Donnersbergbahn. Der Bahnhof war bis 1945 Durchgangsbahnhof und danach bis 1999 Endbahnhof. Heute halten die Züge an einem Haltepunkt, der ca. 800 Meter nördlich des ehemaligen Bahnhofs am Schlossgarten liegt.

## Bahnhof

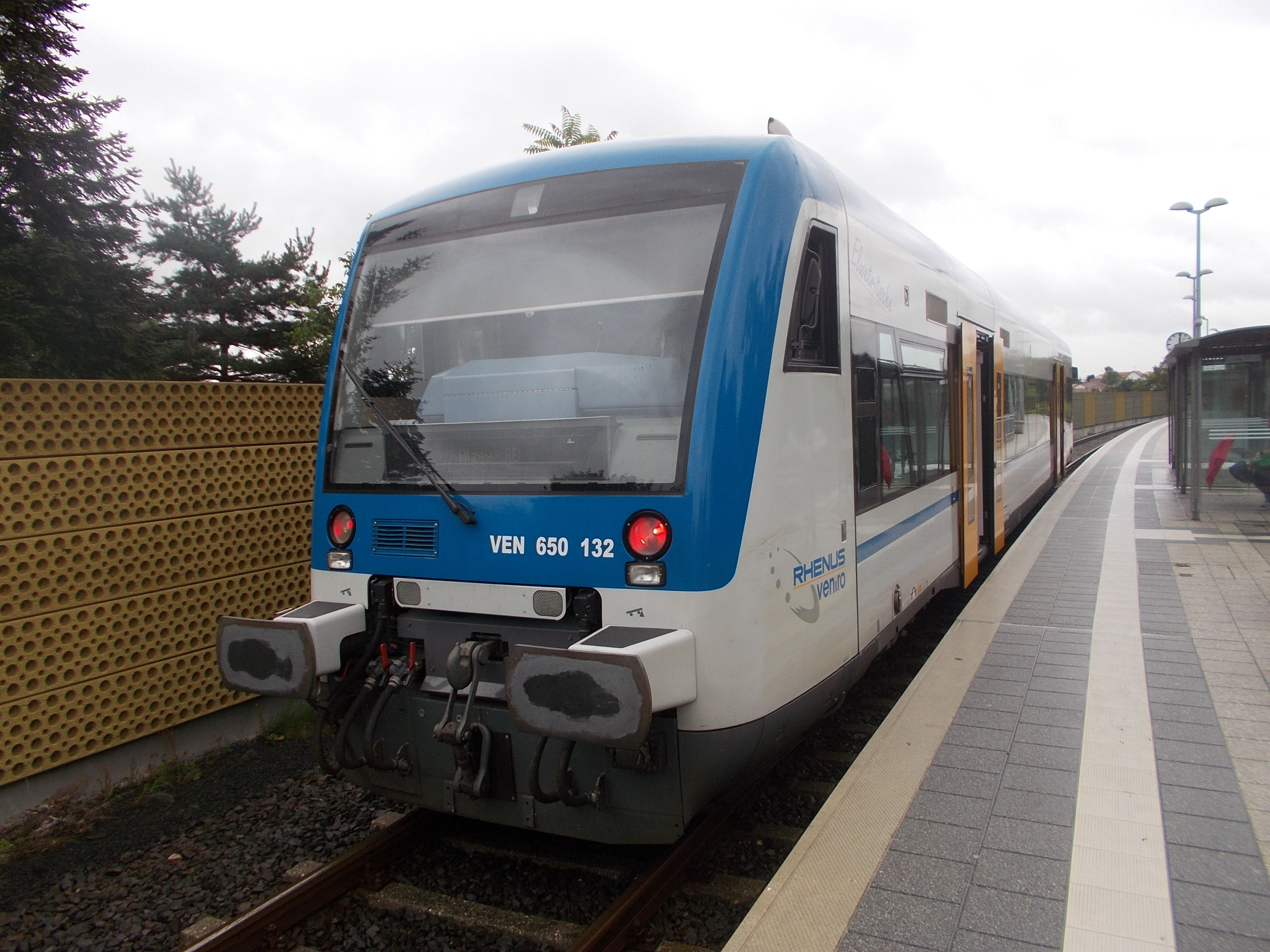
Alter Rhenus-Veniro-Zug am Haltepunkt Kirchheimbolanden

Der Bahnhof Kirchheimbolanden wurde im Januar 1874 zunächst als Kopfbahnhof eröffnet, jedoch erfolgte bereits ein halbes Jahr später die Verlängerung nach Marnheim. Nach Sprengung des Pfrimmtalviaduktes 1945 war die Strecke jedoch unterbrochen und der Bahnhof wurde zum Endbahnhof. Sowohl ein Wiederaufbau des Viadukts als auch eine Neutrassierung der Strecke wurden verworfen. Die Einstellung des Verkehrs auf der Strecke erfolgte schließlich am 20. Mai 1951 im Personenverkehr und am 1. Januar 1999 im Güterverkehr. Damit war der Bahnhof funktionslos.

## Haltepunkt
Der Haltepunkt besteht lediglich aus einem Bahnsteig und dem hier endenden Kopfgleis der Donnersbergbahn.
Am 29. Mai 1999 wurde die Strecke im Personenverkehr jedoch wieder reaktiviert. Bis Anfang 2007 wurde der Bahnhof dabei von der Rhenus Keolis GmbH & Co. KG angefahren. Im Zuge der Gesellschaftsteilung ging der Betrieb an die Rhenus Veniro GmbH & Co. KG, die bis zum 13. Dezember 2014 auf der Donnersbergbahn den Schienenpersonennahverkehr (SPNV) betrieb.
Seit dem 14. Dezember 2014 wird der SPNV auf der Donnersbergbahn von der vlexx GmbH betrieben. Im Zuge dessen wurde die Regionalbahnlinie RB 47, die bis dahin stündlich zwischen Kirchheimbolanden und Alzey verkehrte, aufgegeben und durch die Linien RE 13 und RB 31 ersetzt. Beide Linien verkehren durchgängig in Richtung Mainz, so dass in Alzey nicht mehr umgestiegen werden muss.

## Verkehrsanbindung
Kirchheimbolanden wird in der Regel stündlich durch die Linien RE 13 und RB 31 bedient. Dabei verkehren die Züge von Kirchheimbolanden bis Mittag als RE 13 und ab Mittag als RB 31, in Gegenrichtung umgekehrt: bis Mittag als RB 31 und ab Mittag als RE 13. Im morgendlichen Berufsverkehr fahren zwei Züge der Linie RB 31 um 5.24 Uhr und 7.09 Uhr ohne Umstieg von Kirchheimbolanden über Alzey und Mainz Hbf nach Frankfurt (Main) Hbf.
| Linie | Strecke | Taktfrequenz |
| ----- | --- | ------------ |
| RE 13 | Kirchheimbolanden – Freimersheim – Wahlheim – Alzey West – Alzey – Armsheim – Wörrstadt – Saulheim – Nieder Olm – Mainz Hbf | s. Text      |
| RB 31 | Kirchheimbolanden – Freimersheim – Wahlheim – Alzey West – Alzey – Albig – Armsheim – Wörrstadt – Saulheim – Nieder Olm – Klein Winternheim-Ober Olm – Mainz-Marienborn – Mainz-Gonsenheim – Waggonfabrik – Mainz Hbf (– Frankfurt (Main) Hbf) | s. Text      |

(Stand 2021)

## Gebäude und Bahnhofsanlagen

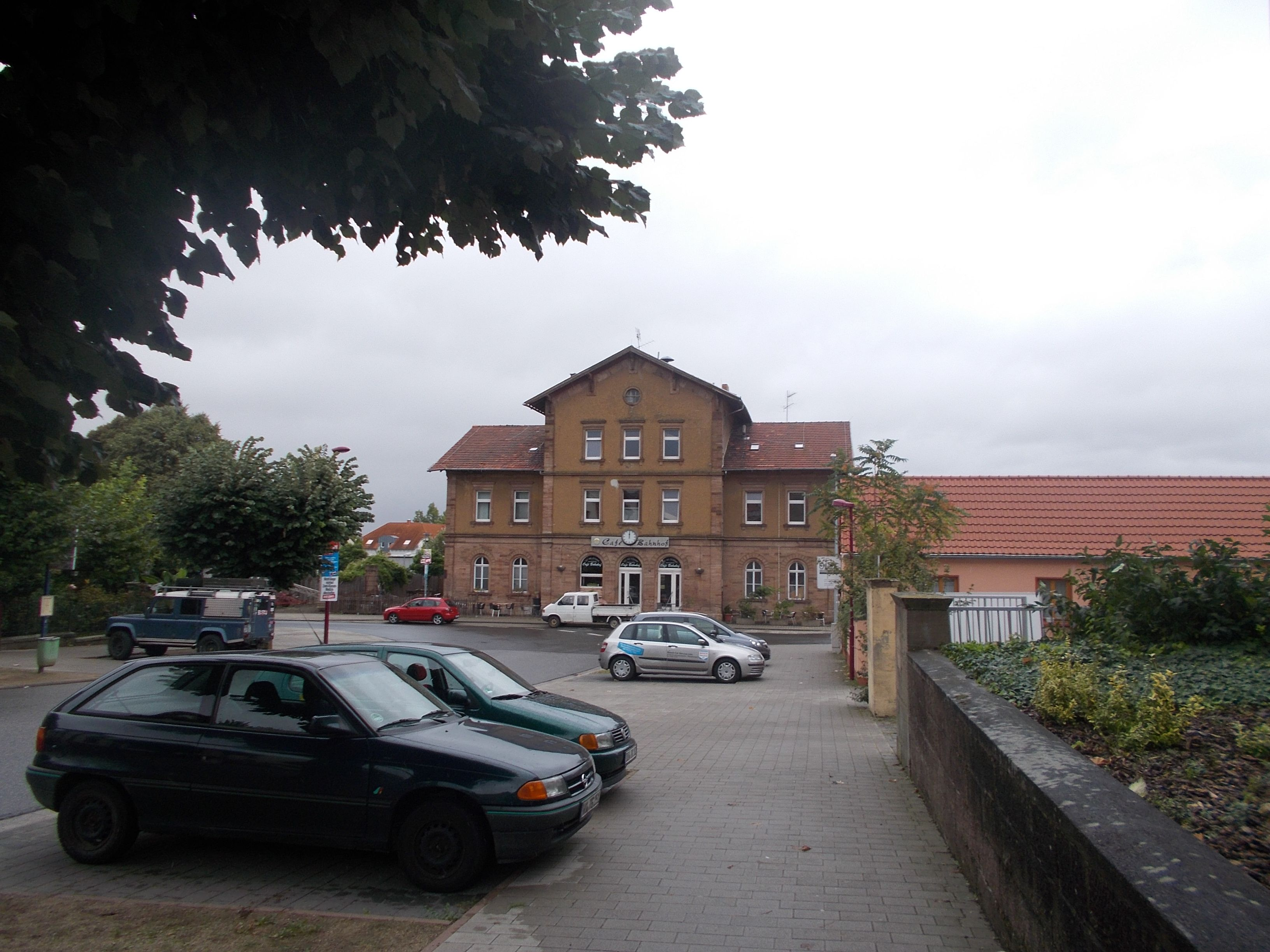
Alter Bahnhof Kirchheimbolanden

### Alter Bahnhof
Das alte Empfangsgebäude (Lage) befindet sich am Rande der Altstadt von Kirchheimbolanden. Das Gebäude ist eines von mehreren baugleichen Gebäuden in der Pfalz. Es stellt sich als spätklassizistischer Putzbau dar und ist straßenbildprägend. Es steht unter Denkmalschutz.
Das Gebäude beherbergt ein Café. Der Platz vor dem Bahnhof sowie das ehemalige Gleisfeld werden als Parkplatz genutzt.

### Haltepunkt
Am aktuellen Streckenendpunkt befinden sich Unterstände, ein Fahrkartenautomat, Informationstafeln sowie ein Toilettenhäuschen.